# Kunsten
Kunsten, formellt Kunsten Museum of Modern Art Aalborg är ett konstmuseum i centrala Ålborg i Danmark. Museet har över 4 000 verk, med fokus på samtidskonst (90-tal och framåt). Kunsten ritades av Elissa och Alvar Aalto samt Jean-Jacques Baruël och byggdes åren 1968–1972. Museets samling innefattar både dansk och internationell konst från bland andra Roy Lichtenstein, Asger Jorn, Olafur Eliasson och Max Ernst.

## Historia
De arkitektoniska planerna för utformningen av museet valdes ut bland de 144 bidrag som lämnats in till den nordiska arkitekttävlingen den 15 januari 1958. Tävlingen vanns av de finska arkitekterna Alvar Aalto, hans hustru Elissa och hans medarbetare Jean-Jacques Baruël. Men på grund av ekonomiska problem startade det faktiska bygget först 1966. Det stod klart 1972 och invigdes officiellt den 8 juni 1972. Det fick sitt nuvarande namn 2008. Tidigare var det känt som Nordjyllands konstmuseum i Aalborg.

## Museets utformning
Museet reser sig mot kullarna som en ziggurat, har en areal på över 6 000 kvadratmeter. Det är byggt som en kvadrat med gallerier i markplanet runt det centrala utställningsområdet. Byggnaden består, utöver entréhall och kontor, av ett skulpturgalleri, flera gallerier under bar himmel och sju små utställningsrum. Taket finns ovanför den centrala hallen som reser sig i form av en pyramid och har ett takfönster i form av en kronformad lykta. På båda sidorna av den centrala hallen finns lobbyn samt gallerier som är väl upplysta av naturligt ljus, medan baksidan kan delas in i mindre rum med hjälp av flexibla väggar.
Kombinationen av strategiskt placerade takfönster och diffus belysning har effektivt "manipulerat det nordiska ljuset" för att belysa gallerierna, med hjälp av en serie reflektorer och ljusa material. De tvåsidiga, långsträckta takfönstren styr solljuset på den södra sidan till en begränsad vinkel på 56 grader, medan det är helt öppet i en 90-graders vinkel på den norra sidan. Taket har upphängda lampor med dubbla paraboliska reflekterande ytor som undviker skuggor. Musikrummet i huvudbyggnaden är försett med prismaformade takfönster. Ljuset, när det avleds från skärmarna, väggarna och brädorna inducerar diffus belysning av museets öppna ytor, vilket kallas en "ljusmaskin". Kvaliteten på ljuset anpassar sig till dagens och nattens behov.
Källaren under museet passar den naturliga markprofilen och används för en parkeringsplats, en restaurang, två föreläsningssalar och en underhållsverkstad.
Byggnaden har designats för att anpassas till naturen. Den yttre fasaden är gjord av marmor, glas, trä och kopparplåt. Det mesta av den inre golvytan och trottoaren är av carraramarmor. Materialens ljusa färger har valts för att förstärka konstverkens utseende. I huvudbyggnaden finns också ett barnmuseum.

## Renovering
Under åren 2014-2016 skedde en genomgripande renovering och vitalisering av konsten. Den omfattande restaureringen har bland annat lett till en ny utställningshall, nya undervisningslokaler, ett nytt kafé, en ny butik, en totalrenoverad skulpturpark med ny stor terrass och byte av 317 ton italiensk marmor ute och inne. I januari 2016 öppnade Kunsten igen efter ett och ett halvt års restaurering. I och med renoveringen av parken stärktes den ursprungliga landskapstanken.

## Konstsamling

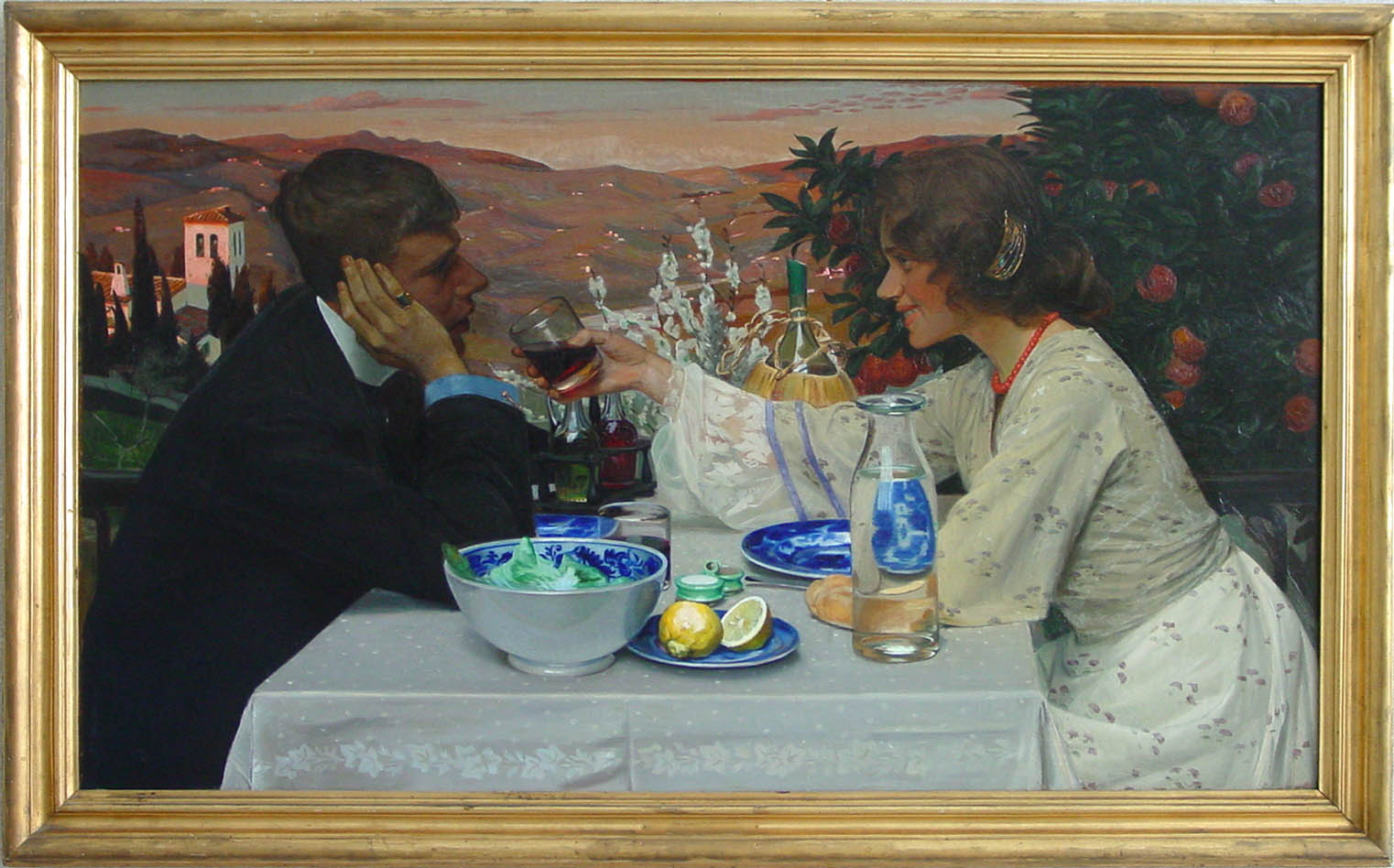
Harald Slott-Møllers Primavera, 1901

Museet är framför allt inriktat på konst från början av 1900-talet och framåt och har en samling av modern dansk och internationell konst. Museet övertog 1967 Anna och Kresten Krestensens stora samling abstrakt konst, vilken inrymde omkring 400 verk från perioden 1910–1960. Med detta köp gick Aalborg Konstmuseum in i ligan av museer för modern konst i Danmark, eftersom samlingen innehöll cirka 400 verk som täcker perioden 1910 till 1960, varav den viktigaste delen bestod av COBRA-verk, som än i dag också utgör en konstnärlig hörnsten i museets permanenta samling.
I museets samling ingår också verk av bland andra Vilhelm Lundstrøm, Oluf Høst, Edward Weie, Michael Kvium, Erik Hoppe, Chagall och Niki de Saint Phalle samt en samling av internationell konst från 1960- och 1970-talen. I museets skulpturpark finns verk av Bjørn Nørgaard, Olafur Eliasson och Jeppe Hein.